# Cornelius De Corte

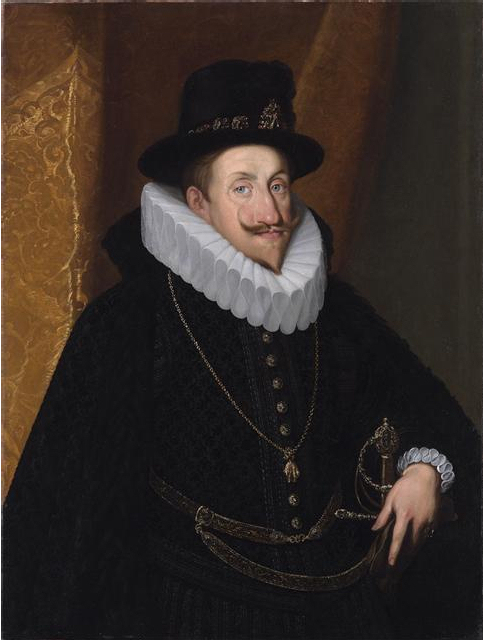
Ferdinand II de Habsbourg (1578-1637)

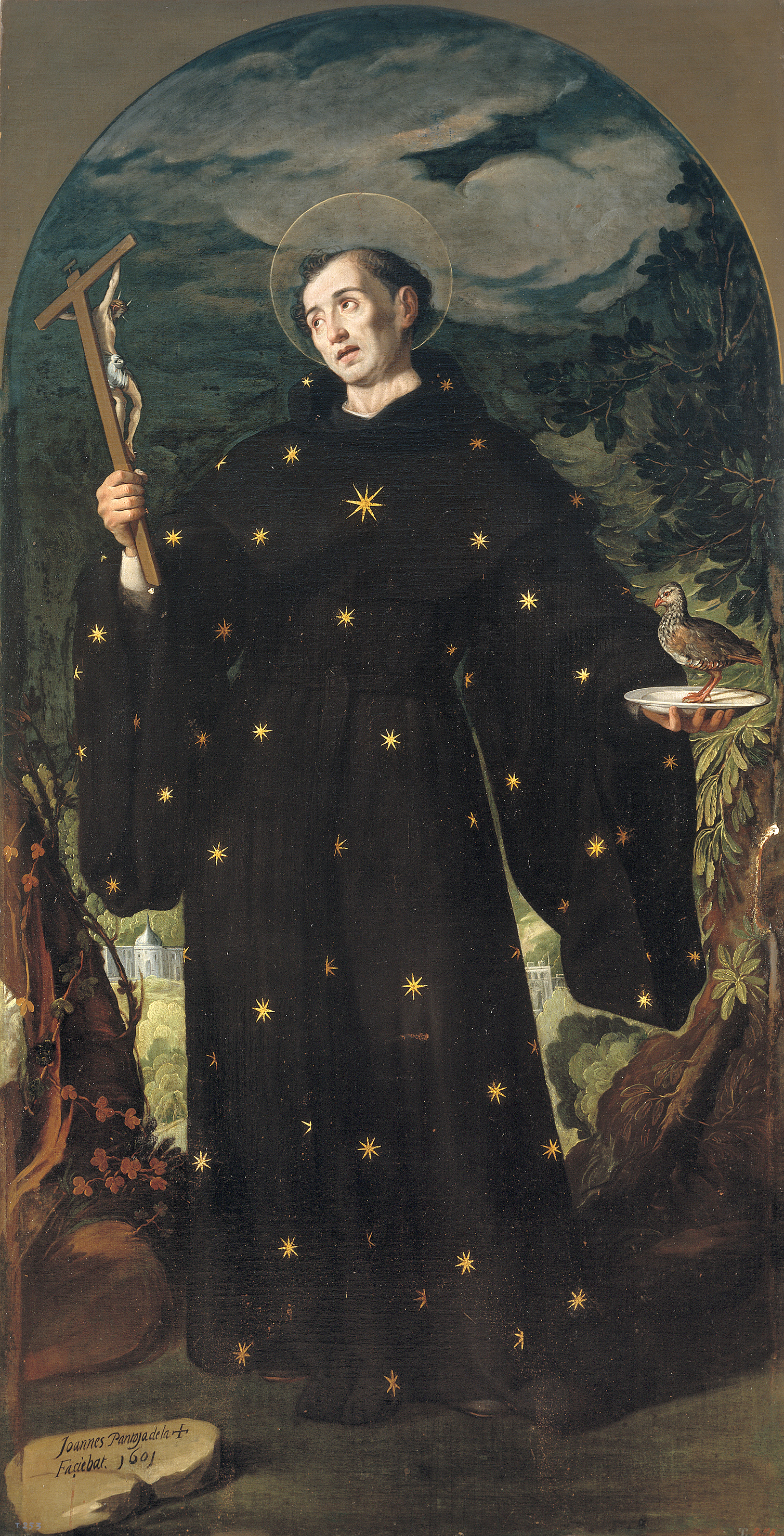
Saint Nicolas de Tolentino (par Pantoja de la Cruz)

Cornelius De Corte (1590-1638), dont le nom a été latinisé en Curtius, est un religieux augustin belge, conseiller et historiographe de l'empereur Ferdinand II de Habsbourg, et hagiographe de sa famille religieuse.

## Biographie
Cornelius De Corte est né en 1580 à Bruxelles. C'est dans cette ville qu'il entre chez les Ermites de saint Augustin, où il fait profession le 21 février 1608. Licencié en théologie, il enseigne cette discipline dans sa ville natale, puis à Louvain, où il devient régent des études au collège des augustins. Maîtrisant, outre sa langue maternelle, le latin, l'italien, l'espagnol et l'allemand, il s'est vu confier de hautes responsabilités dans les régions majoritairement germanophones de l'ordre. C'est ainsi qu'il exerce d'abord la charge de prieur à Ingolstadt, à Vienne et à Prague, avant d'être nommé visiteur des couvents de Bavière et d'Autriche, puis vicaire général de ces deux provinces. Dans ce contexte, il fait la connaissance de l'empereur Ferdinand II de Habsbourg, fer de lance de la Contre-Réforme durant la Guerre de Trente Ans, qui fait de lui son conseiller et son historiographe. Le 11 mai 1628, Cornelius est élu à la tête de la Provincia Belgica, où il succède à Jean Neeffs. Le 3 mai 1637, il préside le chapitre provincial, tenu à Malines, et décède, le 9 octobre 1638, à l'abbaye des cisterciennes de Waesmunster, près de Termonde. Sa dépouille est rapportée à Bruxelles et inhumée dans l'église des augustins (qui était située sur l'emplacement de l'actuelle place de Brouckère).

## Spiritualité
A part quelques opuscules, dont l'ensemble tient dans un in-folio, toutes les œuvres de Curtius ont été imprimées de son vivant. Marquées par l'humanisme et le goût pour l'érudition, elles se trouvent rédigées dans un latin qui se réfère constamment aux modèles classiques, comme en témoignent un recueil de lettres et trois livres de poésie. En interaction avec la vie intellectuelle de son époque, il participe au débat iconographique, lancé par le théoricien espagnol Francisco Pacheco au début du XVIIe siècle, concernant le nombre de clous employés lors de la crucifixion du Christ. Il donne son opinion en 1622 dans le De clavis dominicis : il y a eu quatre clous, et non trois; c'était également le point de vue de Pacheco, auxquels feront écho le Christ en croix de Zurbaran (1627) et le Christ crucifié de Velasquez (1629-1630). Autre signe de l'intérêt de Cornelius pour l'actualité : la traduction d'un traité spirituel et d'un ensemble de sermons rédigés par l'augustin espagnol Cristobal de Fonseca, lesquels connurent un certain succès dans la première moitié du XVIIe siècle. Cependant, il convient surtout d'insister sur quatre ouvrages hagiographiques : le premier consacré à Rupertus et Viglius, deux prêtres de Salzbourg; le deuxième à des moniales augustines, dont Claire de Montefalco et Rita de Cascia; le troisième à une trentaine de célébrités apparentées à l'ordre des augustins, sous forme d'éloges accompagnés de portraits dessinés par J. Franquaert et gravés par C. Galle; quant au quatrième ouvrage, il comprend deux biographies de Nicolas de Tolentino, l'une en prose et l'autre en vers, suivies de notices concernant divers bienheureux de l'ordre. Ce type de littérature situe Curtius, à l'instar de Jean Neeffs, aux sources du courant historiographique et dévotionnel qui traverse la production des augustins des Pays-Bas méridionaux sous l'Ancien Régime, avec des auteurs comme Georges Maigret, Léon Maroten ou Charles Veron. Ce dernier a d'ailleurs composé un abrégé des vies des saintes Claire et Rita, à partir du livre de Curtius sur le sujet.

### Œuvres
- Vitae SS. Ruperti et Viglii, antistitum Salisburgensium (Ingolstadt, 1621)
- Enotopaegnion sive Epistolae familiares ad D. Christophorum Erperum (Ingolstadt, 1621)
- De Clavis Dominicis, liber I (Ingolstadt, 1622; Anvers, 1632, 1634, 1670)
- Amphitheatrum amorum, a R. P. Crist. Fonseca, hispanice compositum, Fr. Corn. Curtio interprete (Ingolstadt, 1623)
- Sermones quadragésimales R. P. Christ. Fonseca, interprete R. P. Corn. Curtio (Cologne, 1628)
- Poemata libri III (Anvers, 1629)
- BB. Clarae de Monte Flachio, Ritae de Cassia, Christinae sive Oringae, Christinae de Vice-Comitibus, Christinae de Aquila, Augustiniarum, vita (Cologne, 1636)
- Virorum illustrium ex ordine Eremitarum D. Augustini Elogia, cum singulorum expressis ad vivum iconibus (Anvers 1636)
- Beatus Nicolas Tolentinus, aliique aliquot ejusdem ordinis beati (Anvers, 1637)

### Études
- Aug. Vander Meersch, De Corte (Corneille) ou Curtius, in Académie royale de Belgique, Biographie nationale, Bruxelles, Editeur H. Tiry, 1873, pp. 908-910.
- Eug. De Seyn, De Corte (Cornelius), in Dictionnaire biographique des sciences, des lettres et des arts en Belgique, tome I, Bruxelles, Éditions L'Avenir, 1935, p. 229, col. 1.